# Ibon Zugasti
Ibon Zugasti Arrese  (Lezo, Guipúzcoa, 17 de diciembre de 1972) es un ciclista y youtuber español con un canal propio dedicado a dar cuenta de sus entrenamientos, retos personales, consejos prácticos y vídeos de sus participaciones en distintas carreras del calendario ciclista de mountain bike. También fue el presentador del programa televisivo ¿Qué pasa, gallos? en ETB. En 2022 seguirá corriendo con el equipo Orbea, en la categoría Máster +50.

## Biografía
Nació en la localidad guipuzcoana de Lezo. Posteriormente se trasladó a Barcelona. Cursó estudios de Diseño Gráfico, llegando a ser director de una pequeña editorial. 
Se inició en el mundo de la bicicleta como amateur en 1993 en la disciplina de Mountain bike con el equipo Alkon-Bike Romanes, y a partir de 2005 se dedicó también a la carretera. En su época de amateur, Zugasti ganó, entre otras competiciones, el Campeonato de Cataluña de Ruta en 2006, la general de las Grans Clàssiques 2006 y el Ranking de la Federación Catalana de Ciclisme en 2007, todas ellas con el equipo Saunier Duval-Montcada. A partir del 2008, con el equipo Azysa, venció en la Vuelta a Cantabria y Vuelta a Salamanca en 2008; en 2009 en la Vuelta a Castellón, Vuelta a Ávila, Vuelta a Sevilla y consiguió la medalla de plata en el Campeonato de España de Ciclismo en Ruta de 2009, que se disputó en Cantabria en la categoría amateur Élite. Estas victorias le permitieron acabar el año como N.º 1 del ranking de la RFEC. En 2011 fichó por el equipo, también amateur, del Vitaldent Val d´Aran aunque disputó algunas carreras como cedido en el MMR-Spiuk. Durante este año, destacan como victorias más importantes la Cursa Ciclista del Llobregat y la Vuelta Ciclista a Toledo. Además disputó un calendario internacional consiguiendo puestos de honor en competiciones del UCI America Tour

### Participación en carreras profesionales
A pesar de ser un ciclista amateur, su gran capacidad y resistencia física, especialmente como escalador, le facilita participar con opciones en algunas carreras profesionales de categoría 2.2 del UCI Europe Tour a las que su equipo era invitado habitualmente (el Tour de los Pirineos y el Cinturó de l'Empordá), consiguiendo resultados destacados como el segundo puesto en el Cinturó de l'Empordá del 2009, el cuarto en el Cinturó de l'Empordá del 2011 y el sexto en el Tour de los Pirineos del 2010. En 2011 fue noveno en dos competiciones del UCI America Tour de categoría 2.2 con el MMR-Spiuk, concretamente en el Tour do Rio y en la Vuelta a Bolivia, donde, además, hizo tercero en dos etapas.

### Paso a profesionales
El 20 de diciembre de 2011 anuncia su paso a profesionales con el Start Cycling Team-Atacama Flowery Desert, equipo con licencia paraguaya y de categoría Continental creado para la temporada 2012. Con 39 años, se trata de uno de los pasos a profesionales a más avanzada edad de la historia del ciclismo.

### Relación con el dopaje
El 21 de diciembre de 2011, justo un día después de comunicar su paso a profesionales, el diario deportivo de tirada nacional As publica que fue uno de los 18 detenidos en la operación Master contra el tráfico de sustancias dopantes.
Un día después, el 22 de diciembre de 2011, en un comunicado a la opinión pública a través de su blog personal, el corredor anuncia que nunca ha tenido relación con el tráfico de sustancias dopantes, que nunca ha sido detenido ni imputado por tales hechos y que nunca, en su dilatada carrera, ha dado un resultado positivo en ningún control antidopaje que se le ha practicado. No obstante, reconoce que fue requerido por la Guardia Civil para declarar.

## Palmarés
| Competición                                                 | Año  |
| ----------------------------------------------------------- | ---- |
| Powerade Madrid-Lisboa                                      | 2013 |
| Powerade Madrid-Lisboa                                      | 2014 |
| Powerade Madrid-Lisboa                                      | 2015 |
| Israel Epic                                                 | 2014 |
| Vuelta a Ibiza                                              | 2014 |
| Épica Atacama Chile                                         | 2016 |
| Transgrancanariabike                                        | 2016 |
| Transcumbres Argentina                                      | 2017 |
| Scott Marathon Uruguay                                      | 2017 |
| Transpyr                                                    | 2017 |
| Orbea Monegros                                              | 2017 |
| Tercer clasificado general por parejas Colina triste burgos | 2017 |
| Campeonato de España XCO M50                                | 2022 |
| Campeonato de España XCM M50                                | 2022 |
| Campeonato de España XCUM M50                               | 2022 |
| Campeón del Mundo Gravel M50                                | 2022 |
| Cape Epic (General Mixta)                                   | 2023 |
| Campeón del Mundo XCM M50                                   | 2023 |

## Equipos
- Start Cycling Team-Atacama Flowery Desert (2012-2013)
  - Start Cycling Team-Atacama Flowery Desert (2012)
  - Start-Trigon (2013)
- Orbea Factory Team (2017-)